# Zamarada flavicaput
Zamarada flavicaput là một loài bướm đêm trong họ Geometridae.